# Devils (film)
Devils (Les Diables) è un film del 2002 diretto da Christophe Ruggia.

## Trama
Joseph, un ragazzo di 12 anni, fugge da diversi istituti insieme alla sorella autistica Chloé, che non sopporta il contatto fisico e obbedisce solo a lui. Determinati a trovare i genitori che credono li abbiano abbandonati, i due inseguono il ricordo di una casa ideale che Chloé ricostruisce con pezzi di vetro colorato.
Catturati e riportati in un nuovo centro, Joseph si isola mentre Chloé inizia a fare progressi con una nuova assistente, cosa che lui vive con rabbia. Scoperto a rubare, stringe un legame conflittuale con Karim, un altro ragazzo dell’istituto. Quando un segreto sul loro passato viene rivelato, Joseph reagisce violentemente e fugge con Chloé.
A Marsiglia, si uniscono a Karim, che sogna di fare soldi con Joseph. Chloé li conduce a una casa che crede sia la loro, ma Joseph, temendo di perderla, la incendia. Per la prima volta, Chloé gli prende la mano, ma la polizia li cattura: lei finisce in un ospedale psichiatrico, lui scivola nella disperazione e tenta il suicidio. Salvato da Karim, fugge di nuovo e libera Chloé. Mentre lui continua a rubare, Chloé distrugge i soldi accumulati. Ferito e braccato, Joseph trova rifugio in una casa, e il film si chiude con i due che giocano su un’altalena in giardino.